# Wijngaardterrassen van Lavaux

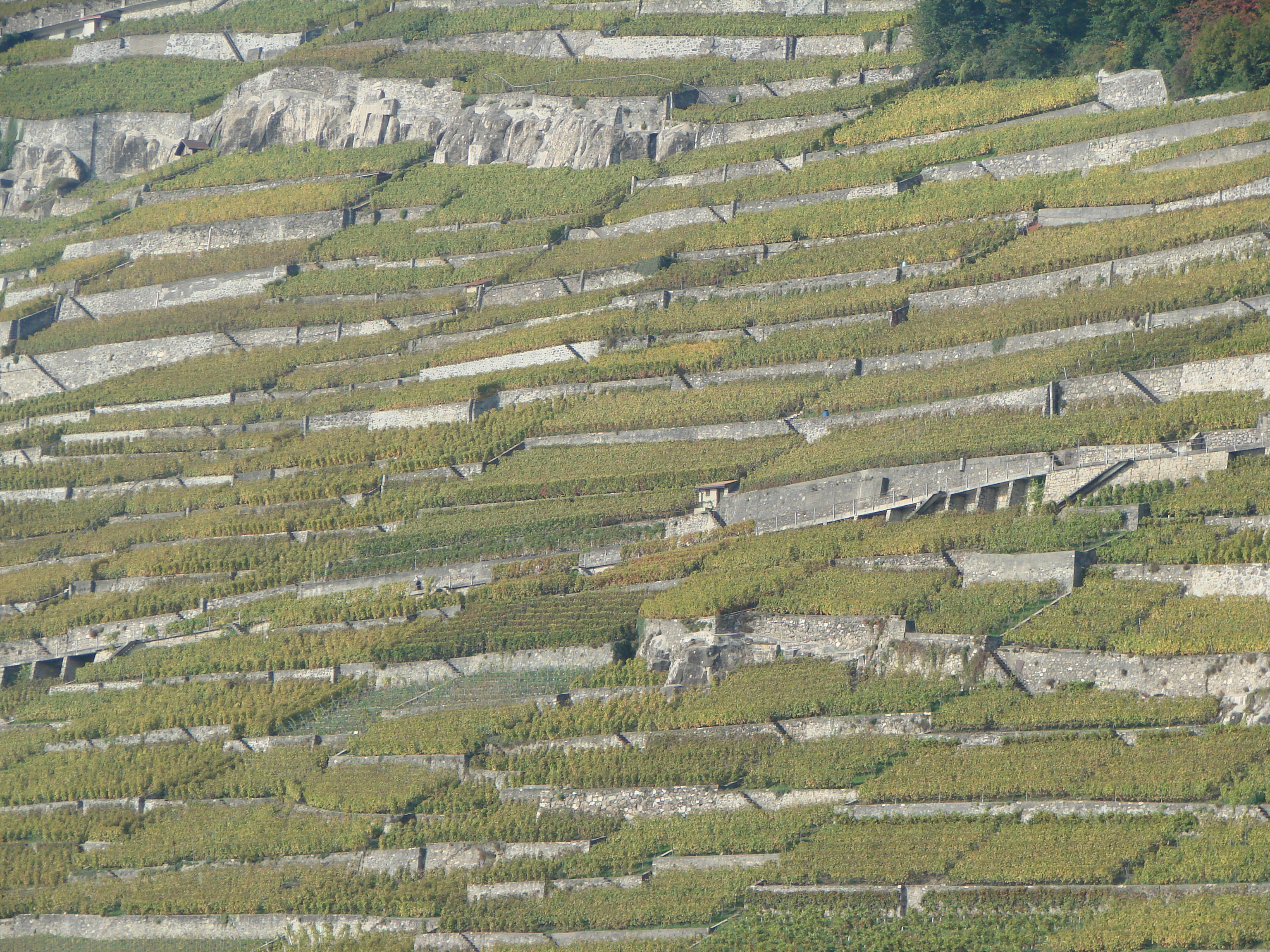
Wijngaardterrassen in de Lavaux

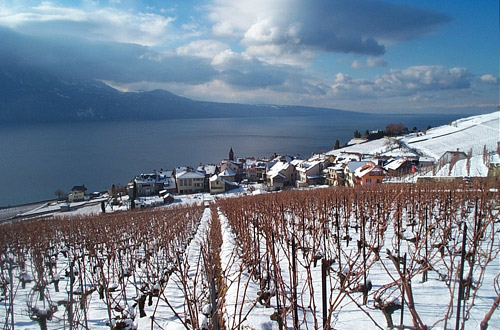
Blik op het dorp Rivaz in de winter

De wijngaardterrassen van Lavaux vormen een wijnbouwgebied dat in 2007 door UNESCO op de Werelderfgoedlijst is geplaatst. Het gebied bevindt zich in het kanton Vaud in Zwitserland en grenst over een lengte van dertig kilometer aan het meer van Genève tussen Lausanne en Vevey. In het gebied wordt vooral de Chasselas aangebouwd. Het gebied omvat 898 hectare, waarvan 574 beplant met druiven. Binnen het werelderfgoed zijn 14 gemeentes te vinden: Lutry, Villette, Grandvaux, Cully, Riex, Epesses, Puidoux, Chexbres, Rivaz, Saint-Saphorin, Chardonne, Corseaux, Corsier-sur-Vevey en Jongny. 

## Geschiedenis
De geschiedenis van de wijngaardterrassen gaat terug tot de elfde eeuw, wanneer Benedictijnse en Cisterciënzer kloosters dit gebied beheersten.

## De wijn uit het gebied
Er zijn 6 appellationen en 2 cru's in het gebied (2000):
| Naam                         | Grootte van gebied |
| ---------------------------- | ------------------ |
| Lutry                        | 73 hectare         |
| Villette                     | 176 hectare        |
| Epesses                      | 134 hectare        |
| Calamin (cru)                | 16 hectare         |
| Dézaley (appellation en cru) | 54 hectare         |
| Saint-Saphorin               | 128 hectare        |
| Chardonne                    | 121 hectare        |

De oppervlakte was na een teruggang in 1980 680 hectare en steeg sindsdien weer continu tot 702 hectare in 2000. De wijnbouw maakt slechts 4% uit van de totale economische activiteit binnen de 14 gemeentes in het gebied.
De wijn wordt vrijwel totaal gevinificeerd binnen het gebied en er worden nauwelijks druiven voor consumptie geproduceerd. De verdeling van de producenten is: 65% wijnbouwers, 20% handelaars en 15% door coöperaties. Het grootste gedeelte van de geproduceerde wijn wordt afgevuld in flessen.
De wijn die in het gebied wordt geproduceerd, wordt voornamelijk verkocht aan restaurateurs, particulieren en winkels binnen Zwitserland. Slechts een klein deel wordt geëxporteerd.

## Redenen voor opname
Het gebied is tot werelderfgoed verklaard omdat het voldoet aan de volgende drie criteria:
Criterium 1
Een unieke of exceptionele getuigenis van een culturele traditie of een beschaving welke nog bestaat of welke verdwenen is
Het landschap demonstreert op een duidelijk zichtbare manier de evolutie en ontwikkeling gedurende een millennium, door het goed behouden landschap en zijn gebouwen. Het demonstreert een behouden van en ontwikkeling van oude tradities, bijzonder voor zijn omgeving.
Criterium 2
Een bijzonder voorbeeld van een gebouw, een architectonisch of technologisch complex of landschap dat een significant interval in de menselijke geschiedenis beschrijft
De evolutie van het de wijnterrassen van Lavaux demonstreert op een duidelijke wijze het verhaal van de zorgzaamheid voor én controle en bescherming van dit hoog gewaardeerde wijnproductiegebied, dat substantieel heeft bijgedragen aan de ontwikkeling van Lausanne en zijn regio en dat een belangrijke rol heeft gespeeld in de geschiedenis van deze geoculturele regio.
Criterium 3
Een bijzonder voorbeeld van een traditionele menselijke nederzetting, land- of zeegebruik dat representatief is voor een cultuur of een menselijke interactie met de omgeving, speciaal wanneer het kwetsbaar is onder de invloed van onomkeerbare verandering
De wijnterrassen van Lavaux zijn een bijzonder voorbeeld van de eeuwenlange interactie tussen mensen en hun omgeving in een erg specifieke maar productieve manier. De lokale rijkdommen zijn geoptimaliseerd om hoogwaardige wijn te produceren, hetgeen een belangrijk deel uitmaakte van de lokale economie. De kwetsbaarheid van dit werelderfgoed kan gezien worden in het licht van de snelgroeiende urbane nederzettingen: lokale overheden ondersteunen beschermingsmaatregelen van dit gebied sterk.

## Vergelijkbarecultuurmonumentenbuiten Zwitserland
- De wijnstreek Tokaj in Hongarije
- Alto Douro in Portugal
- Cinque Terre in Italië
- Wachau in Oostenrijk
- Saint-Émilion in Frankrijk
- Landschap van de Pico wijngaardcultuur in Portugal